# 4e étape du Tour d'Espagne 2021
Pour un article plus général, voir Tour d'Espagne 2021.
La 4e étape du Tour d'Espagne 2021 se déroule le mardi 17 août 2021, entre El Burgo de Osma et Molina de Aragón, sur une distance de 163,9 km.

## Déroulement de l'étape
Dès le deuxième kilomètre, trois coureurs espagnols attaquent et font la course en tête. Il s'agit des coéquipiers de l'équipe Burgos-BH Carlos Canal et Ángel Madrazo ainsi que de Joan Bou de l'équipe Euskaltel-Euskadi. Ces trois hommes comptent un avantage maximal de plus de quatre minutes sur le peloton avant que cet écart ne décroissent en vue de l'arrivée. Alors que l'écart avec le peloton était descendu à dix petites secondes à 25 kilomètres de l'arrivée, le peloton permet aux échappés de rester en tête pendant une douzaine de kilomètres supplémentaires avant de reprendre le trio à 13,5 kilomètres du terme. Le peloton groupé se dirige vers Molina de Aragón quand le maillot rouge Rein Taaramäe est victime d'une chute à 2,2 km de la ligne d'arrivée mais l'Estonien rallie la ligne d'arrivée sans encombre. Le sprint sur un final en faux-plat montant avec virages est lancé par les équipiers Groupama-FDJ d'Arnaud Démare mais le Français est remonté dans les derniers mètres par le Néerlandais Fabio Jakobsen (Deceuninck-Quick-Step) qui gagne avec une longueur d'avance. Ce dernier prend la tête du classement par points et le maillot vert à Philipsen,.

## Résultats

### Classement de l'étape
| \| Classement de l'étape \| Classement de l'étape \| Classement de l'étape \| Classement de l'étape \| Classement de l'étape \| \| Coureur \| Coureur \| Pays \| Équipe \| Temps \| \| --------------------- \| --------------------- \| --------------------- \| ---------------------------------- \| --------------------- \| \| 1er \| Fabio Jakobsen \| Pays-Bas \| Deceuninck-Quick Step \| 3 h 43 min 07 s \| \| 2e \| Arnaud Démare \| France \| Groupama-FDJ \| + 0 s \| \| 3e \| Magnus Cort Nielsen \| Danemark \| EF Education-Nippo \| + 0 s \| \| 4e \| Alberto Dainese \| Italie \| Team DSM \| + 0 s \| \| 5e \| Michael Matthews \| Australie \| BikeExchange \| + 0 s \| \| 6e \| Piet Allegaert \| Belgique \| Cofidis \| + 0 s \| \| 7e \| Jordi Meeus \| Belgique \| Bora-Hansgrohe \| + 0 s \| \| 8e \| Matteo Trentin \| Italie \| UAE Team Emirates \| + 0 s \| \| 9e \| Jasper Philipsen \| Belgique \| Alpecin-Fenix \| + 0 s \| \| 10e \| Riccardo Minali \| Italie \| Intermarché-Wanty-Gobert Matériaux \| + 0 s \| |                     |           |                                    |                 |
| |                     |           |                                    |                 |
| Source : ProCyclingStats |                     |           |                                    |                 |
| Classement de l'étape |                     |           |                                    |                 |
| Coureur | Coureur             | Pays      | Équipe                             | Temps           |
| 1er | Fabio Jakobsen      | Pays-Bas  | Deceuninck-Quick Step              | 3 h 43 min 07 s |
| 2e | Arnaud Démare       | France    | Groupama-FDJ                       | + 0 s           |
| 3e | Magnus Cort Nielsen | Danemark  | EF Education-Nippo                 | + 0 s           |
| 4e | Alberto Dainese     | Italie    | Team DSM                           | + 0 s           |
| 5e | Michael Matthews    | Australie | BikeExchange                       | + 0 s           |
| 6e | Piet Allegaert      | Belgique  | Cofidis                            | + 0 s           |
| 7e | Jordi Meeus         | Belgique  | Bora-Hansgrohe                     | + 0 s           |
| 8e | Matteo Trentin      | Italie    | UAE Team Emirates                  | + 0 s           |
| 9e | Jasper Philipsen    | Belgique  | Alpecin-Fenix                      | + 0 s           |
| 10e | Riccardo Minali     | Italie    | Intermarché-Wanty-Gobert Matériaux | + 0 s           |

## Classements à l'issue de l'étape

### Classement général
| \| Classement général \| Classement général \| Classement général \| Classement général \| Classement général \| \| Coureur \| Coureur \| Pays \| Équipe \| Temps \| \| ------------------ \| ------------------ \| ------------------ \| ---------------------------------- \| ------------------ \| \| 1er \| Rein Taaramäe \| Estonie \| Intermarché-Wanty-Gobert Matériaux \| 13 h 08 min 51 s \| \| 2e \| Kenny Elissonde \| France \| Trek-Segafredo \| + 25 s \| \| 3e \| Primož Roglič \| Slovénie \| Jumbo-Visma \| + 30 s \| \| 4e \| Lilian Calmejane \| France \| AG2R Citroën Team \| + 35 s \| \| 5e \| Enric Mas \| Espagne \| Movistar Team \| + 45 s \| \| 6e \| Miguel Ángel López \| Colombie \| Movistar Team \| + 51 s \| \| 7e \| Alejandro Valverde \| Espagne \| Movistar Team \| + 57 s \| \| 8e \| Giulio Ciccone \| Italie \| Trek-Segafredo \| + 57 s \| \| 9e \| Egan Bernal \| Colombie \| Ineos Grenadiers \| + 57 s \| \| 10e \| Mikel Landa \| Espagne \| Bahrain Victorious \| + 1 min 09 s \| |                    |          |                                    |                  |
| |                    |          |                                    |                  |
| Source : ProCyclingStats |                    |          |                                    |                  |
| Classement général |                    |          |                                    |                  |
| Coureur | Coureur            | Pays     | Équipe                             | Temps            |
| 1er | Rein Taaramäe      | Estonie  | Intermarché-Wanty-Gobert Matériaux | 13 h 08 min 51 s |
| 2e | Kenny Elissonde    | France   | Trek-Segafredo                     | + 25 s           |
| 3e | Primož Roglič      | Slovénie | Jumbo-Visma                        | + 30 s           |
| 4e | Lilian Calmejane   | France   | AG2R Citroën Team                  | + 35 s           |
| 5e | Enric Mas          | Espagne  | Movistar Team                      | + 45 s           |
| 6e | Miguel Ángel López | Colombie | Movistar Team                      | + 51 s           |
| 7e | Alejandro Valverde | Espagne  | Movistar Team                      | + 57 s           |
| 8e | Giulio Ciccone     | Italie   | Trek-Segafredo                     | + 57 s           |
| 9e | Egan Bernal        | Colombie | Ineos Grenadiers                   | + 57 s           |
| 10e | Mikel Landa        | Espagne  | Bahrain Victorious                 | + 1 min 09 s     |

| Classement par points | Classement par points | Classement par points | Classement par points              | Classement par points |
| Coureur               | Coureur               | Pays                  | Équipe                             | Points                |
| --------------------- | --------------------- | --------------------- | ---------------------------------- | --------------------- |
| 1er                   | Fabio Jakobsen        | Pays-Bas              | Deceuninck-Quick Step              | 100 pts               |
| 2e                    | Jasper Philipsen      | Belgique              | Alpecin-Fenix                      | 68 pts                |
| 3e                    | Alex Aranburu         | Espagne               | Astana-Premier Tech                | 50 pts                |
| 4e                    | Michael Matthews      | Australie             | BikeExchange                       | 43 pts                |
| 5e                    | Rein Taaramäe         | Estonie               | Intermarché-Wanty-Gobert Matériaux | 33 pts                |
| 6e                    | Arnaud Démare         | France                | Groupama-FDJ                       | 33 pts                |
| 7e                    | Lilian Calmejane      | France                | AG2R Citroën Team                  | 30 pts                |
| 8e                    | Primož Roglič         | Slovénie              | Jumbo-Visma                        | 29 pts                |
| 9e                    | Alberto Dainese       | Italie                | Team DSM                           | 23 pts                |
| 10e                   | Piet Allegaert        | Belgique              | Cofidis                            | 21 pts                |

| Classement par points | Classement par points | Classement par points | Classement par points              | Classement par points |
| Coureur               | Coureur               | Pays                  | Équipe                             | Points                |
| --------------------- | --------------------- | --------------------- | ---------------------------------- | --------------------- |
| 1er                   | Fabio Jakobsen        | Pays-Bas              | Deceuninck-Quick Step              | 100 pts               |
| 2e                    | Jasper Philipsen      | Belgique              | Alpecin-Fenix                      | 68 pts                |
| 3e                    | Alex Aranburu         | Espagne               | Astana-Premier Tech                | 50 pts                |
| 4e                    | Michael Matthews      | Australie             | BikeExchange                       | 43 pts                |
| 5e                    | Rein Taaramäe         | Estonie               | Intermarché-Wanty-Gobert Matériaux | 33 pts                |
| 6e                    | Arnaud Démare         | France                | Groupama-FDJ                       | 33 pts                |
| 7e                    | Lilian Calmejane      | France                | AG2R Citroën Team                  | 30 pts                |
| 8e                    | Primož Roglič         | Slovénie              | Jumbo-Visma                        | 29 pts                |
| 9e                    | Alberto Dainese       | Italie                | Team DSM                           | 23 pts                |
| 10e                   | Piet Allegaert        | Belgique              | Cofidis                            | 21 pts                |

| Classement de la montagne | Classement de la montagne | Classement de la montagne | Classement de la montagne          | Classement de la montagne |
| Coureur                   | Coureur                   | Pays                      | Équipe                             | Points                    |
| ------------------------- | ------------------------- | ------------------------- | ---------------------------------- | ------------------------- |
| 1er                       | Rein Taaramäe             | Estonie                   | Intermarché-Wanty-Gobert Matériaux | 10 pts                    |
| 2e                        | Kenny Elissonde           | France                    | Trek-Segafredo                     | 7 pts                     |
| 3e                        | Joe Dombrowski            | États-Unis                | UAE Team Emirates                  | 6 pts                     |
| 4e                        | Tobias Bayer              | Autriche                  | Alpecin-Fenix                      | 5 pts                     |
| 5e                        | Sepp Kuss                 | États-Unis                | Jumbo-Visma                        | 3 pts                     |
| 6e                        | Lilian Calmejane          | France                    | AG2R Citroën Team                  | 3 pts                     |
| 7e                        | Antonio Jesús Soto        | Espagne                   | Euskaltel-Euskadi                  | 3 pts                     |
| 8e                        | Sep Vanmarcke             | Belgique                  | Israel Start-Up Nation             | 2 pts                     |
| 9e                        | Enric Mas                 | Espagne                   | Movistar Team                      | 1 pt                      |
| 10e                       | Rui Oliveira              | Portugal                  | UAE Team Emirates                  | 1 pt                      |

| Classement de la montagne | Classement de la montagne | Classement de la montagne | Classement de la montagne          | Classement de la montagne |
| Coureur                   | Coureur                   | Pays                      | Équipe                             | Points                    |
| ------------------------- | ------------------------- | ------------------------- | ---------------------------------- | ------------------------- |
| 1er                       | Rein Taaramäe             | Estonie                   | Intermarché-Wanty-Gobert Matériaux | 10 pts                    |
| 2e                        | Kenny Elissonde           | France                    | Trek-Segafredo                     | 7 pts                     |
| 3e                        | Joe Dombrowski            | États-Unis                | UAE Team Emirates                  | 6 pts                     |
| 4e                        | Tobias Bayer              | Autriche                  | Alpecin-Fenix                      | 5 pts                     |
| 5e                        | Sepp Kuss                 | États-Unis                | Jumbo-Visma                        | 3 pts                     |
| 6e                        | Lilian Calmejane          | France                    | AG2R Citroën Team                  | 3 pts                     |
| 7e                        | Antonio Jesús Soto        | Espagne                   | Euskaltel-Euskadi                  | 3 pts                     |
| 8e                        | Sep Vanmarcke             | Belgique                  | Israel Start-Up Nation             | 2 pts                     |
| 9e                        | Enric Mas                 | Espagne                   | Movistar Team                      | 1 pt                      |
| 10e                       | Rui Oliveira              | Portugal                  | UAE Team Emirates                  | 1 pt                      |

| Classement du meilleur jeune | Classement du meilleur jeune | Classement du meilleur jeune | Classement du meilleur jeune | Classement du meilleur jeune |
| Coureur                      | Coureur                      | Pays                         | Équipe                       | Temps                        |
| ---------------------------- | ---------------------------- | ---------------------------- | ---------------------------- | ---------------------------- |
| 1er                          | Egan Bernal                  | Colombie                     | Ineos Grenadiers             | 13 h 09 min 48 s             |
| 2e                           | Gino Mäder                   | Suisse                       | Bahrain Victorious           | + 13 s                       |
| 3e                           | Aleksandr Vlasov             | Russie                       | Astana-Premier Tech          | + 16 s                       |
| 4e                           | Rémy Rochas                  | France                       | Cofidis                      | + 54 s                       |
| 5e                           | Juan Pedro López             | Espagne                      | Trek-Segafredo               | + 59 s                       |
| 6e                           | Simon Carr                   | Royaume-Uni                  | EF Education-Nippo           | + 1 min 02 s                 |
| 7e                           | Tobias Bayer                 | Autriche                     | Alpecin-Fenix                | + 1 min 12 s                 |
| 8e                           | Mark Padun                   | Ukraine                      | Bahrain Victorious           | + 1 min 13 s                 |
| 9e                           | Jefferson Cepeda             | Équateur                     | Caja Rural-Seguros RGA       | + 1 min 41 s                 |
| 10e                          | Clément Champoussin          | France                       | AG2R Citroën Team            | + 1 min 44 s                 |

| Classement du meilleur jeune | Classement du meilleur jeune | Classement du meilleur jeune | Classement du meilleur jeune | Classement du meilleur jeune |
| Coureur                      | Coureur                      | Pays                         | Équipe                       | Temps                        |
| ---------------------------- | ---------------------------- | ---------------------------- | ---------------------------- | ---------------------------- |
| 1er                          | Egan Bernal                  | Colombie                     | Ineos Grenadiers             | 13 h 09 min 48 s             |
| 2e                           | Gino Mäder                   | Suisse                       | Bahrain Victorious           | + 13 s                       |
| 3e                           | Aleksandr Vlasov             | Russie                       | Astana-Premier Tech          | + 16 s                       |
| 4e                           | Rémy Rochas                  | France                       | Cofidis                      | + 54 s                       |
| 5e                           | Juan Pedro López             | Espagne                      | Trek-Segafredo               | + 59 s                       |
| 6e                           | Simon Carr                   | Royaume-Uni                  | EF Education-Nippo           | + 1 min 02 s                 |
| 7e                           | Tobias Bayer                 | Autriche                     | Alpecin-Fenix                | + 1 min 12 s                 |
| 8e                           | Mark Padun                   | Ukraine                      | Bahrain Victorious           | + 1 min 13 s                 |
| 9e                           | Jefferson Cepeda             | Équateur                     | Caja Rural-Seguros RGA       | + 1 min 41 s                 |
| 10e                          | Clément Champoussin          | France                       | AG2R Citroën Team            | + 1 min 44 s                 |

| Classement par équipes | Classement par équipes             | Classement par équipes | Classement par équipes |
| Équipe                 | Équipe                             | Pays                   | Temps                  |
| ---------------------- | ---------------------------------- | ---------------------- | ---------------------- |
| 1re                    | UAE Team Emirates                  | Émirats arabes unis    | 39 h 28 min 41 s       |
| 2e                     | Movistar Team                      | Espagne                | + 22 s                 |
| 3e                     | Bahrain Victorious                 | Bahreïn                | + 50 s                 |
| 4e                     | Trek-Segafredo                     | États-Unis             | + 1 min 14 s           |
| 5e                     | Ineos Grenadiers                   | Royaume-Uni            | + 1 min 15 s           |
| 6e                     | Intermarché-Wanty-Gobert Matériaux | Belgique               | + 2 min 26 s           |
| 7e                     | AG2R Citroën Team                  | France                 | + 2 min 33 s           |
| 8e                     | Team DSM                           | Allemagne              | + 2 min 52 s           |
| 9e                     | EF Education-Nippo                 | États-Unis             | + 3 min 35 s           |
| 10e                    | Jumbo-Visma                        | Pays-Bas               | + 3 min 49 s           |

| Classement par équipes | Classement par équipes             | Classement par équipes | Classement par équipes |
| Équipe                 | Équipe                             | Pays                   | Temps                  |
| ---------------------- | ---------------------------------- | ---------------------- | ---------------------- |
| 1re                    | UAE Team Emirates                  | Émirats arabes unis    | 39 h 28 min 41 s       |
| 2e                     | Movistar Team                      | Espagne                | + 22 s                 |
| 3e                     | Bahrain Victorious                 | Bahreïn                | + 50 s                 |
| 4e                     | Trek-Segafredo                     | États-Unis             | + 1 min 14 s           |
| 5e                     | Ineos Grenadiers                   | Royaume-Uni            | + 1 min 15 s           |
| 6e                     | Intermarché-Wanty-Gobert Matériaux | Belgique               | + 2 min 26 s           |
| 7e                     | AG2R Citroën Team                  | France                 | + 2 min 33 s           |
| 8e                     | Team DSM                           | Allemagne              | + 2 min 52 s           |
| 9e                     | EF Education-Nippo                 | États-Unis             | + 3 min 35 s           |
| 10e                    | Jumbo-Visma                        | Pays-Bas               | + 3 min 49 s           |

## Abandons
- Aucun abandon.